# 克里尼薩斯河
克里尼薩斯河是意大利的河流，位於西西里島的特拉帕尼省，河道全長23公里，由兩條河流匯流而成，它們分別發源自卡拉塔菲米塞傑斯塔和阿爾卡莫附近。

## 外部連結
- http://books.google.co.uk/books?id=JYuNyzOxyAkC&pg=PA222&lpg=PA222&dq=crinisus+river+sicily&source=bl&ots=kaM8pq9M-y&sig=9a_CRwsTlgqdy_yQpqwoo-T9pHM&hl=en&sa=X&ei=-T98UcujGorW0QWPhIHQCg&ved=0CFUQ6AEwBg#v=onepage&q=crinisus%20river%20sicily&f=false